# Trevor Philp
Trevor Philp (Toronto, 5 gennaio 1992) è un ex sciatore alpino canadese.

## Biografia

### Stagioni 2008-2014
Sciatore polivalente residente a Calgary e attivo dal dicembre del 2007, in Nor-Am Cup Philp ha esordito il 10 dicembre 2008 a Lake Louise in discesa libera (56º) e ha conquistato il primo podio il 9 dicembre 2011, vincendo la supercombinata disputata a Nakiska. Ha debuttato in Coppa del Mondo l'8 gennaio 2012 ad Adelboden in slalom speciale, senza qualificarsi per la seconda manche, e due mesi dopo ha partecipato ai Mondiali juniores di Roccaraso 2012, dove ha ottenuto l'8º posto nello slalom gigante e il 4º nello slalom speciale.
Ai Mondiali juniores di Québec 2013 ha vinto la medaglia di bronzo nella gara a squadre e ai successivi Mondiali di Schladming 2013, suo debutto iridato, è stato 35º nello slalom speciale. Il 19 gennaio 2014 ha conquistato il suo unico podio in Coppa Europa, vincendo lo slalom speciale disputato a Zell am See; un mese dopo nella sua prima partecipazione olimpica, Soči 2014, si è classificato 25º nello slalom gigante e non ha concluso lo slalom speciale. 

### Stagioni 2015-2023
Ai Mondiali di Vail/Beaver Creek 2015 si è aggiudicato la medaglia d'argento nella gara a squadre ed è stato 18º sia nello slalom gigante sia nello slalom speciale; due anni dopo ai Mondiali di Sankt Moritz 2017 non ha completato slalom gigante e slalom speciale. Ha conquistato l'ultima vittoria in Nor-Am Cup il 19 novembre 2017 a Copper Mountain in slalom gigante e ai successivi XXIII Giochi olimpici invernali di Pyeongchang 2018 si è classificato 18º nello slalom gigante, 34º nello slalom speciale e 9º nella gara a squadre; il 16 marzo dello stesso anno ha ottenuto l'ultimo podio in Nor-Am Cup, a Kimberley in combinata (2º). 
L'anno dopo ai Mondiali di Åre 2019 è stato 18º nello slalom gigante, 9º nella gara a squadre e non ha completato lo slalom speciale, mentre a quelli di Cortina d'Ampezzo 2021, sua ultima presenza iridata, si è classificato 10º nella combinata, non ha completato lo slalom gigante e non si è qualificato per la finale nel parallelo. Il 14 novembre 2021 ha ottenuto a Lech/Zürs in parallelo il miglior piazzamento in Coppa del Mondo (5º) e ai successivi XXIV Giochi olimpici invernali di Pechino 2022, sua ultima presenza olimpica, si è piazzato 10º nel supergigante, 24º nello slalom gigante, 9º nella gara a squadre e non ha completato lo slalom speciale e la combinata. Si è ritirato durante la stagione 2022-2023 e la sua ultima gara è stata il supergigante di Coppa del Mondo disputato a Cortina d'Ampezzo il 29 gennaio, che non ha completato.

## Palmarès

### Mondiali
- 1 medaglia:
  - 1 argento (gara a squadre a Vail/Beaver Creek 2015)

### Mondiali juniores
- 1 medaglia:
  - 1 bronzo (gara a squadre a Québec 2013)

### Coppa del Mondo
- Miglior piazzamento in classifica generale: 53º nel 2022

### Coppa Europa
- Miglior piazzamento in classifica generale: 63º nel 2021
- 1 podio:
  - 1 vittoria

#### Coppa Europa - vittorie
| Data            | Località    | Paese   | Specialità |
| --------------- | ----------- | ------- | ---------- |
| 18 gennaio 2014 | Zell am See | Austria | SL         |

Legenda:

SL = slalom speciale

### Nor-Am Cup
- Miglior piazzamento in classifica generale 3º nel 2012 e nel 2015
- 28 podi:
  - 11 vittorie
  - 12 secondi posti
  - 5 terzi posti

#### Nor-Am Cup - vittorie
| Data             | Località          | Paese       | Specialità |
| ---------------- | ----------------- | ----------- | ---------- |
| 9 dicembre 2011  | Nakiska           | Canada      | SC         |
| 3 marzo 2012     | Stowe             | Stati Uniti | SL         |
| 13 dicembre 2012 | Panorama          | Canada      | SL         |
| 13 marzo 2014    | Nakiska           | Canada      | SC         |
| 17 febbraio 2015 | Olympic Park      | Canada      | SL         |
| 21 marzo 2015    | Waterville Valley | Stati Uniti | GS         |
| 22 marzo 2015    | Waterville Valley | Stati Uniti | SL         |
| 18 marzo 2016    | Aspen             | Stati Uniti | SL         |
| 02 febbraio 2017 | Copper Mountain   | Stati Uniti | GS         |
| 18 marzo 2017    | Mont-Sainte-Marie | Canada      | GS         |
| 19 novembre 2017 | Copper Mountain   | Stati Uniti | GS         |

Legenda:

SL = slalom speciale

SC = supercombinata

### Campionati canadesi
- 7 medaglie[3]:
  - 6 ori (slalom speciale nel 2012; slalom gigante nel 2013; slalom gigante, combinata nel 2016; slalom gigante nel 2017; slalom gigante nel 2018)
  - 1 argento (slalom speciale nel 2016)